# Ichneumon autumnalis
Ichneumon autumnalis är en stekelart som beskrevs av Cuvier 1833. Ichneumon autumnalis ingår i släktet Ichneumon och familjen brokparasitsteklar. Inga underarter finns listade i Catalogue of Life.